# Mark Makwata
John Mark Makwata (ur. 1 kwietnia 1992 w Bungomie) – kenijski piłkarz grający na pozycji napastnika. W swojej karierze rozegrał 12 meczów w reprezentacji Kenii.

## Kariera klubowa
Swoją karierę piłkarską Makwata rozpoczął w klubie Nairobi City Stars. W sezonie 2011 zadebiutował w jego barwach w pierwszej lidze kenijskiej. Grał w nim do końca 2013 roku. W 2014 roku przeszedł do Ulinzi Stars FC. W sezonie 2015 wywalczył z nim wicemistrzostwo Kenii. W latach 2017–2018 grał w zambijskim Buildcon FC, a w sezonie 2018/2019 występował w Kuwejcie, najpierw w Al-Nasr, a następnie w Burgan SC. Jesienią 2019 był zawodnikiem AFC Leopards. Na początku 2020 przeszedł do zambijskiego ZESCO United. Grał w nim do 2021, a w sezonie 2020/2021 wywalczył z nim mistrzostwo Zambii.

## Kariera reprezentacyjna
W reprezentacji Kenii Makwata zadebiutował 29 maja 2016 w zremisowanym 1:1 towarzyskim meczu z Tanzanią, rozegranym w Kasarani. Od 2016 do 2020 wystąpił w kadrze narodowej 12 razy.